# Paulo Paulino Guajajara
Paulo Paulino Guajajara (* etwa 1993; † 1. November 2019 in Araribóia), genannt Lobo („Wolf“), war ein brasilianischer Umweltaktivist.

## Leben
Paulo Paulino Guajajara war, neben anderen wie Sônia Guajajara, eine Führungspersönlichkeit des indigenen Volks der Guajajára, die vorwiegend im brasilianischen Bundesstaat Maranhão leben. Sie sind mit rund 20.000 Personen eine der größten indigenen Gruppen Brasiliens. Im Jahr 2012 gründeten sie die Gruppe „Guardiões da floresta“ (deutsch: „Wächter des Waldes“), die illegale Holzfällaktionen im Arariboia-Schutzgebiet im Bundesstaat Maranhão durch Patrouillen zu verhindern sucht. Paulo Paulino trat als Sprecher der Gruppe gegenüber der Agentur Reuters auf. Er war „einer der prominentesten Waldschützer im Amazonas“.
Im November 2019 wurde Paulino erschossen. Er geriet in einen Hinterhalt von mindestens fünf illegalen Holzfällern und starb durch einen Kopfschuss, sein Begleiter wurde angeschossen. Ein Holzfäller gilt seitdem als vermisst.
Die brasilianische Bundespolizei bestätigte den Vorfall und entsandte ein Team zur Untersuchung des Falles. Der Mord ereignete sich, während sich Sônia Guajajara und weitere Mitglieder einer Delegation der Vereinigung der indigenen Völker Brasiliens (APIB - Articulação dos Povos Indígenas do Brasil) in Europa aufhielten, um mit der Kampagne „Indigenes Blut, keinen Tropfen mehr“ auf die gravierenden Menschenrechtsverletzungen und die Umweltzerstörungen aufmerksam zu machen, die sich seit der Machtergreifung Jair Bolsonaros weiter zugespitzt haben. Nach Angaben von APIB kam es in den ersten neun Monaten nach Bolsonaros Machtergreifung zu 160 registrierten illegalen Eindringen in indigene Territorien. Es handelt sich dabei eine Verdoppelung verglichen mit dem Vorjahr. Kritiker geben deshalb der brasilianischen Regierung eine Mitschuld für die Ermordung des Umweltschützers. Durch Budgetkürzungen kann die staatliche Behörde für den Schutz indigener Völker (FUNAI) fast keine eigenen Patrouillen mehr durchführen, und illegales Eindringen in die Schutzgebiete indigener Völker wird daher kaum geahndet. Greenpeace erklärte, Paulo Paulino und sein verletzter Begleiter seien „die jüngsten Opfer eines Staates, der sich weigert, die Bestimmungen der Verfassung einzuhalten.“ Sarah Shenker (Survival International) erklärte gegenüber der Nachrichtenagentur AFP, Paulino habe in der Vergangenheit bereits Morddrohungen erhalten.